# Conferência de Palermo sobre a Líbia
A Conferência de Palermo sobre a Líbia foi uma conferência de dois dias que ocorreu em Palermo, Itália, em 12-13 de novembro de 2018  para discutir a política das Nações Unidas relativa à Líbia.  Organizada pelo primeiro-ministro italiano Giuseppe Conte , contou com a participação de delegações de 38 países, incluindo Rússia, Estados Unidos, Egito, Tunísia e Turquia, além de representantes de muitas facções rivais da Líbia que lutam pelo poder no país. 
Os participantes incluíram o primeiro ministro líbio Fayez al-Sarraj, o marechal de campo líbio Khalifa Haftar, o presidente egípcio Abdel Fattah el-Sisi, o presidente tunisiano Beji Caid Essebsi, o Ministro das Relações Exteriores do Qatar Mohammed bin Abdulrahman bin Jassim Al Thani, o parlamentar líbio Aguila Saleh e Khalid al-Mishri, presidente da câmara alta na capital líbia Trípoli.
A delegação da Turquia, chefiada pelo vice-presidente turco Fuat Oktay, retirou-se da conferência em 13 de novembro como resultado da exclusão de oficiais turcos, por insistência de Haftar, de uma reunião privada entre os principais atores do conflito. 
Embora a conferência não tenha levado a avanços significativos, marcou a primeira ocasião em que a Itália legitimou Haftar como um partido nas negociações de paz na Líbia desde a conclusão dos acordos de 2016 que levaram ao estabelecimento do Governo do Acordo Nacional.  Haftar, que fizera uma visita surpresa a Moscou no início daquele mês, inicialmente relutou em comparecer às conversações em Palermo.  Ele provavelmente foi convencido pelo Egito e pela Rússia a participar do evento. 
O parlamentar italiano Marco Zanni elogiou a conferência dizendo: "A conferência sobre a Líbia em Palermo foi um passo fundamental para estabilizar a Líbia e para a segurança de todo o Mediterrâneo". Acrescentando que o evento constituiu uma tentativa da Itália de assumir um papel de liderança no processo de paz na Líbia.